# 1254 Erfordia
Az 1254 Erfordia (ideiglenes jelöléssel 1932 JA) a Naprendszer kisbolygóövében található aszteroida. Juan Hartmann fedezte fel 1932. május 10-én a La Plata obszervatóriumban.